# Samartín d'Ozcos
Samartín d'Ozcos (em galego-asturiano) ou San Martín de Oscos (em espanhol) é um concelho (município) da Espanha na província e Principado das Astúrias. Tem 66,56 km² de área e em 2019 tinha 377 habitantes (densidade: 5,7 hab./km²).

## Demografia
| Variação demográfica do município entre 1991 e 2004 | Variação demográfica do município entre 1991 e 2004 | Variação demográfica do município entre 1991 e 2004 | Variação demográfica do município entre 1991 e 2004 |
| --------------------------------------------------- | --------------------------------------------------- | --------------------------------------------------- | --------------------------------------------------- |
| 1991                                                | 1996                                                | 2001                                                | 2004                                                |
| 621                                                 | 560                                                 | 494                                                 | 477                                                 |